# Ranitomeya vanzolinii
Ranitomeya vanzolinii är en groddjursart som först beskrevs av Myers 1982.  Ranitomeya vanzolinii ingår i släktet Ranitomeya och familjen pilgiftsgrodor. IUCN kategoriserar arten globalt som livskraftig. Inga underarter finns listade i Catalogue of Life.